# Bulgarie aux Jeux olympiques d'hiver de 1972
Cet article contient des informations sur la participation et les résultats de la Bulgarie aux Jeux olympiques d'hiver de 1972, qui ont eu lieu à Sapporo au Japon. 

## Résultats

### Ski alpin

#### Hommes
| Athlète       | Épreuve      | Manche 1      | Manche 1 | Manche 2      | Manche 2 | Total         | Total |
| Athlète       | Épreuve      | Temps         | Rang     | Temps         | Rang     | Temps         | Rang  |
| ------------- | ------------ | ------------- | -------- | ------------- | -------- | ------------- | ----- |
| Resmi Resmiev | Descente     |               |          |               |          | 2 min 03 s 01 | 45    |
| Ivan Penev    | Descente     |               |          |               |          | 2 min 02 s 16 | 40    |
| Resmi Resmiev | Slalom géant | 1 min 45 s 68 | 45       | 1 min 54 s 14 | 37       | 3 min 39 s 82 | 37    |
| Ivan Penev    | Slalom géant | 1 min 41 s 77 | 38       | 1 min 45 s 56 | 32       | 3 min 27 s 33 | 32    |

#### Slalom hommes
| Athlète       | Classification | Classification | Finale         | Finale | Finale         | Finale | Finale        | Finale |
| Athlète       | Temps          | Rang           | Temps Manche 1 | Rang   | Temps Manche 2 | Rang   | Total         | Rang   |
| ------------- | -------------- | -------------- | -------------- | ------ | -------------- | ------ | ------------- | ------ |
| Ivan Penev    | 1 min 53 s 24  | 5              | 1 min 06 s 84  | 39     | 1 min 02 s 84  | 27     | 2 min 09 s 68 | 27     |
| Resmi Resmiev | Disqualifié    | –              | 1 min 05 s 82  | 37     | 1 min 05 s 28  | 29     | 2 min 11 s 10 | 29     |

### Ski de fond

#### Hommes
| Épreuve | Athlète             | Course             | Course |
| Épreuve | Athlète             | Temps              | Rang   |
| ------- | ------------------- | ------------------ | ------ |
| 15 km   | Ventseslav Stoyanov | 50 min 54 s 98     | 53     |
| 15 km   | Petar Pankov        | 50 min 06 s 74     | 47     |
| 30 km   | Ventseslav Stoyanov | 1 h 47 min 11 s 68 | 46     |
| 30 km   | Petar Pankov        | 1 h 45 min 50 s 66 | 39     |
| 50 km   | Ventseslav Stoyanov | N'a pas terminé    | –      |
| 50 km   | Petar Pankov        | 2 h 57 min 12 s 15 | 28     |

## Référence
- (en) Cet article est partiellement ou en totalité issu de l’article de Wikipédia en anglais intitulé « Bulgaria at the 1972 Winter Olympics » (voir la liste des auteurs).